# Florø
Florø è una cittadina norvegese situata nel comune di Kinn nella contea di Vestland in Norvegia.
Fondata nel 1860, si sviluppò sulla pesca dell'aringa. Si trova sulla costa tra Ålesund e Bergen ed è la città più occidentale della Norvegia.

## Collegamenti
Il porto di Florø è compreso tra gli scali previsti dai battelli Hurtigruten che vi effettuano scali giornalieri.